# Cyro Maciel Portieiri
Cyro Maciel Portieiri ou simplesmente Cyro (Bica da Pedra (atual Itapuí), 10 de março de 1913 – Santos, 28 de outubro de 1982) foi um futebolista brasileiro, que atuava como goleiro.
Era apelidado de "Gato Preto".

## Carreira
Cyro iniciou sua carreira em 1932, no juvenil do Paulista FC de sua cidade natal.
No ano seguinte, atuou pelo Ferroviário de Dourados.
Chegou ao Santos em 1934 e herdou a posição de Athié Jorge Coury, que tempos depois se tornaria presidente do clube. Foi o goleiro titular do primeiro título paulista do clube, em 1935. Chegou a ser considerado o melhor goleiro do Estado de São Paulo e um dos melhores do Brasil, sendo presente nas convocações da Seleção Paulista, onde sagrou-se Campeão Brasileiro pelo selecionado de São Paulo. Ficou até 1940.
Ciro estreou no Corinthians em 7 de fevereiro de 1941, em partida amistosa contra o Gimnasia y Esgrima, que acabou em 1 a 1. Foi Campeão Paulista em 1941 pelo clube. No total, atuou em 28 partidas pelo Timão.
Em 1942, jogou pela Portuguesa Santista.
Em 1943, retornou à Vila Belmiro. Seu último jogo aconteceu em 5 de março de 1943, onde o Santos venceu o Flamengo por 2 x 0 em amistoso. Disputou 182 jogos pelo Santos FC.
Em novembro de 1943, fez 2 amistosos pelo Palmeiras.
Antes de se aposentar, em 1947, na Portuguesa Santista, atuou também pelo Jabaquara.
Extremamente disciplinado, Cyro recebeu o Troféu Belfort Duarte, por nunca ter sido expulso de campo.
Aposentou-se na inspetoria geral da extinta CDS.

### Títulos
Santos
- Campeonato Paulista: 1935

Seleção Paulista
- Campeonato Brasileiro de Seleções Estaduais: 1941[8]

Corinthians
- Campeonato Paulista: 1941